# Karlo Euzebije, knez Lihtenštajna
Karlo Euzebije, knez Lihtenštajna (11. travnja 1611. – Schwarzkosteletz, 5. travnja 1684.), drugi knez Lihtenštajna.

## Životopis
Karlo Euzebije je bio sin Karla I., kneza Lihtenštajna (1608. – 1627.) i njegove žene Ane Marije Šemberove. Naslijedio je naslov kneza Lihtenštajna 1627. godine od svog oca Karla I. Pošto je tada imao 16 godina i bio maloljetan, dužnost regenta su obavljali njegovi stričevi Gundakar i Maksimilijan, sve do 1632. godine. Od 1639. do 1641. bio je glavni kapetan Gornje i Donje Šleske.
Nakon Tridesetogodišnjeg rata dosta je radio na ekonomskoj obnovi svojih posjeda. Bio je također mecena i pokrovitelj arhitekata. Umro je 5. travnja 1684. u Kostelecu nad Černými lesy.

## Brak i potomstvo
6. kolovoza 1644. Karlo Euzebije se oženio za svoju nećakinju Ivanu Beatricu od Dietrichstein-Nikolsburga (oko 1625. – 26. ožujka 1676.). Imali su devetero djece:
- Princeza Eleonora Marija (1647. – 7. kolovoza 1704.)
- Princeza Ana Marija (1648. – 1654.)
- Princeza Marija Terezija (1649. – 1716.)
- Princeza Ivana Beatrica (1650. – 1672.)
- Princ Franjo Dominik (u. 1652.)
- Princ Karlo Josip (u. 1653.)
- Princ Franjo Euzebije (1654. – 1655.)
- Princeza Cecilija (u. 1655.)
- Princ Ivan Adam I. (1662. – 1712.)

## Vanjske poveznice

### Mrežna sjedišta
- (engl.) Stranica genealogieonline.nl  Arhivirana inačica izvorne stranice od 10. ožujka 2016. (Wayback Machine)

### Sestrinski projekti
|  | Zajednički poslužitelj ima još gradiva o temi Karlo Euzebije, knez Lihtenštajna |